# Дубровское сельское поселение (Демянский район)
Дубровское сельское поселение — упразднённое с 12 апреля 2010 года муниципальное образование в Демянском муниципальном районе Новгородской области России.
Административным центром была деревня Дуброви.
Территория была расположена на юго-востоке Новгородской области на Валдайской возвышенности, к востоку от Демянска. Эта территория выходит к южному и восточному берегам озера Вельё, также на территории расположены озёра Долотцо, Полонец, Колпино и др.
Дубровское сельское поселение было образовано в соответствии с законом Новгородской области от 11 ноября 2005 года № 559-ОЗ.

## Населённые пункты
На территории сельского поселения были расположены 17 населённых пунктов (деревень): Арханское, Балуево, Дуброви, Елисеево, Климово, Колышкино, Кувшины, Овинчище, Ореховно, Полонец, Пустошка, Рабежа, Скит, Филипповщина, Шанёво-1, Шанёво-2, Шарапиха.